# Color Force
Color Force Entertainment é um estúdio americano, fundado em 2007 pela produtora Nina Jacobson. É notável para a produção de filmes baseados nas séries Diário de um Banana e Jogos Vorazes.

## Filmografia
| Título                                | Data de Lançamento     | Notas                                                                                 | Orçamento                                 | Total         |
| ------------------------------------- | ---------------------- | ------------------------------------------------------------------------------------- | ----------------------------------------- | ------------- |
| Diário de um Banana                   | 9 de março de 2010     | Distribuído por 20th Century Fox; co-produção de Dune Entertainment                   | $ 15 milhões                              | $ 118 182 020 |
| Diário de um Banana: Rodrick é o Cara | 25 de março de 2011    | Distribuído por 20th Century Fox; co-produão de Dune Entertainment                    | $ 21 milhões                              | $87 378 502   |
| Um Dia                                | 19 de agosto de 2011   | Distribuído por Focus Features; co-produção de Random House Films e Film4 Productions | $ 15 milhões                              | $ 56 706 628  |
| Jogos Vorazes                         | 23 de março de 2012    | Distribuído pela Lionsgate]]                                                          | $ 78 milhões                              | $ 691 247 768 |
| Diário de um Banana: Dias de Cão      | 3 de agosto de 2012    | Distribuído por 20th Century Fox; co-produção de Dune Entertainment                   | $ 22 milhões                              | $ 77 112 176  |
| Jogos Vorazes: Em Chamas              | 22 de novembro de 2013 | Distribuído pela Lionsgate                                                            | $ 130 milhões                             | $ 854 355 361 |
| Jogos Vorazes: A Esperança - Parte 1  | 19 de novembro de 2014 | Distribuído pela Lionsgate; co-produção de Lionsgate                                  | $ 250 milhões (compartilhado com Parte 2) | —             |
| Jogos Vorazes: A Esperança - Parte 2  | 20 de novembro de 2015 | Distribuído pela Lionsgate; co-produção de Lionsgate                                  | $ 250 milhões (compartilhado com Parte 1) | —             |